# Martin Hosták
Martin Hosták (* 11. November 1967 in Hradec Králové, Tschechoslowakei) ist ein ehemaliger tschechischer Eishockeyspieler, der in seiner aktiven Zeit von 1986 bis 2001 unter anderem für die Philadelphia Flyers in der National Hockey League gespielt hat. Seit 2017 ist er General Manager des HC Zlín aus der tschechischen Extraliga.

## Karriere
Martin Hosták begann seine Karriere als Eishockeyspieler beim TJ Stadion Hradec Králové. Ab 1986 spielte er für die Profimannschaft von Sparta ČKD Prag in der tschechoslowakischen 1. Liga. In diesem Zeitraum wurde er im NHL Entry Draft 1987 in der dritten Runde als insgesamt 62. Spieler von den Philadelphia Flyers ausgewählt. Zunächst blieb er jedoch in der Tschechoslowakei und gewann mit Prag in der Saison 1989/90 den tschechoslowakischen Meistertitel. Im Anschluss an diesen Erfolg ging der Flügelspieler nach Nordamerika, wo er von 1990 bis 1992 bei den Philadelphia Flyers unter Vertrag stand. In der Saison 1990/91, seinem Rookiejahr in der National Hockey League, erzielte er in 50 Spielen drei Tore und gab zehn Vorlagen. Zudem lief er 14 Mal für das Farmteam der Flyers, die Hershey Bears aus der American Hockey League, auf. In der Saison 1991/92 kam er nur noch zu fünf NHL-Einsätzen für Philadelphia und verbrachte die komplette restliche Spielzeit im AHL-Team von Hershey. 
Von 1992 bis 1996 spielte Hosták für MODO Hockey in der schwedischen Elitserien. Mit seiner Mannschaft scheiterte er in der Saison 1993/94 erst im Playoff-Finale am Malmö IF. Die Saison 1996/97 begann der Olympiateilnehmer von 1994 bei seinem Ex-Club HC Sparta Prag in der tschechischen Extraliga, kehrte jedoch während der laufenden Saison nach Schweden zurück, wo er einen Vertrag beim Södertälje SK erhielt, für den er in den folgenden eineinhalb Jahren auf dem Eis stand. Zuletzt lief der Linksschütze von 1998 bis 2001 für den Luleå HF auf, ehe er im Alter von 33 Jahren seine aktive Karriere beendete.

### International
Für die Tschechoslowakei nahm Hosták an der U128-Junioren-Europameisterschaft 1985 sowie der U20-Junioren-Weltmeisterschaft 1987 teil. Für die Herren-Nationalmannschaft der ČSSR ging er bei der Weltmeisterschaft 1990 aufs Eis, wobei er die Bronzemedaille gewann.
Für Tschechien stand er im Aufgebot bei den Weltmeisterschaften 1993 und 1995 sowie bei den Olympischen Winterspielen 1994 in Lillehammer. Mit Tschechien gewann er bei der WM 1993 ebenfalls die Bronzemedaille.

### Als Trainer
Nach seiner Karriere arbeitete er zeitweise als Trainer in Tschechien, unter anderem bei HC Chrudim und HC Hradec Králové. In der Saison 2010/11 betreute er die tschechische U18-Nationalmannschaft.
Seit 2017 ist er General Manager des HC Zlín aus der tschechischen Extraliga.

## Erfolge und Auszeichnungen
- 1985 Bronzemedaille bei der U18-Junioren-Europameisterschaft
- 1987 Silbermedaille bei der U20-Junioren-Weltmeisterschaft
- 1990 Tschechoslowakischer Meister mit Sparta ČKD Prag
- 1990 Bronzemedaille bei der Weltmeisterschaft
- 1993 Bronzemedaille bei der Weltmeisterschaft
- 1994 Schwedischer Vizemeister mit MODO Hockey